# Дуби черешчаті (Полтава, Соборності)
Дуби черешчаті — ботанічна пам'ятка природи місцевого значення в Україні. Розташована в Полтаві по вулиці Соборності 37, біля будівлі Полтавської обласної ради професійних спілок.
Площа — 0,04 га. Статус надано згідно з рішенням Полтавського облвиконкому № 531 від 13.12.1975 для збереження двох вікових дерев дуба звичайного (Quercus robur) віком біля 150 років. Обхват дерев на висоті 1,3 м у 2021 році становив 347 та 351 см.
Описані у «Інвентаризаційному описі дубів» 1965—1968 років члена міського товариства охорони природи Степана Пащенка.

## Галерея

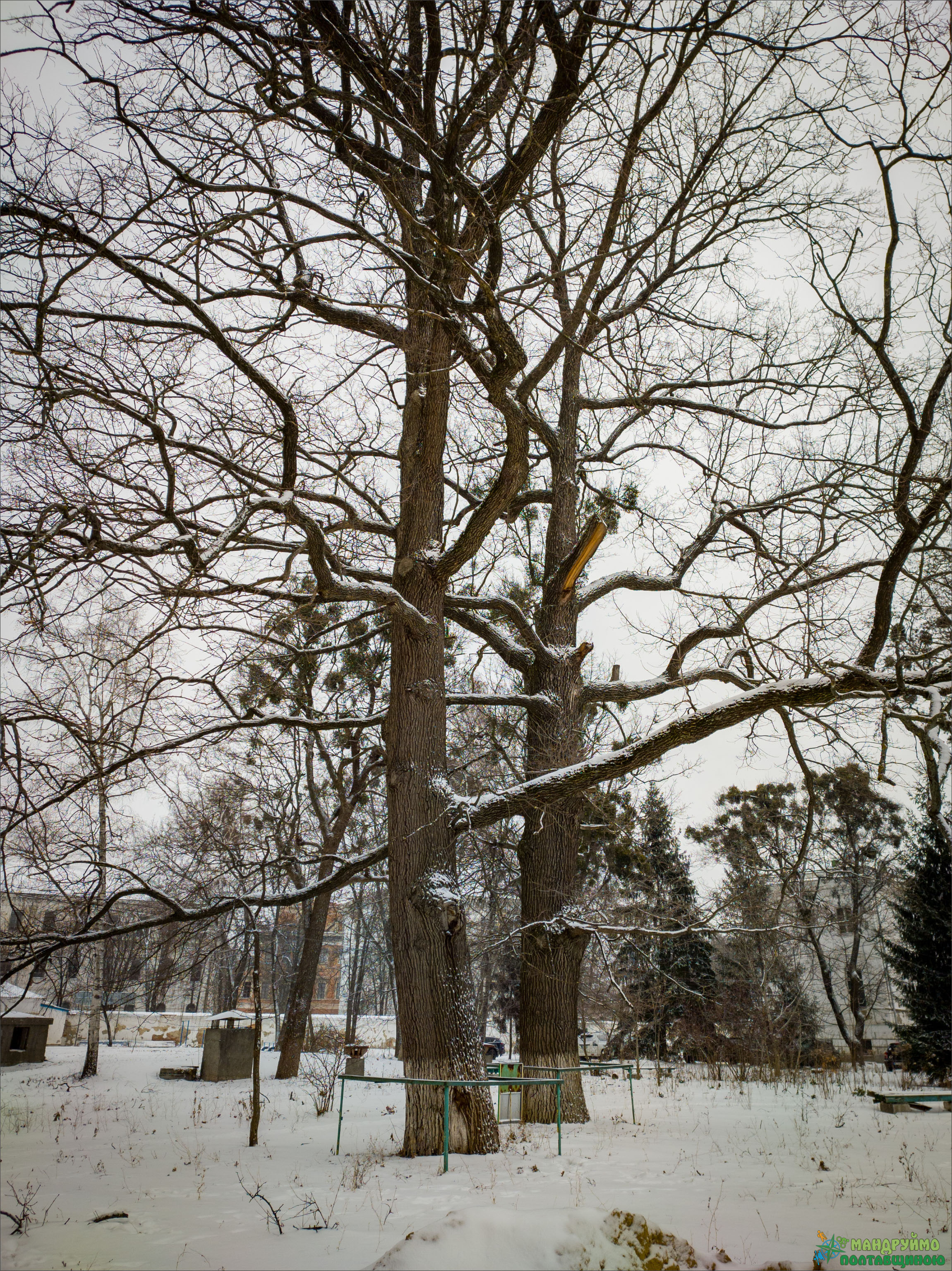
Дуби у січні 2022
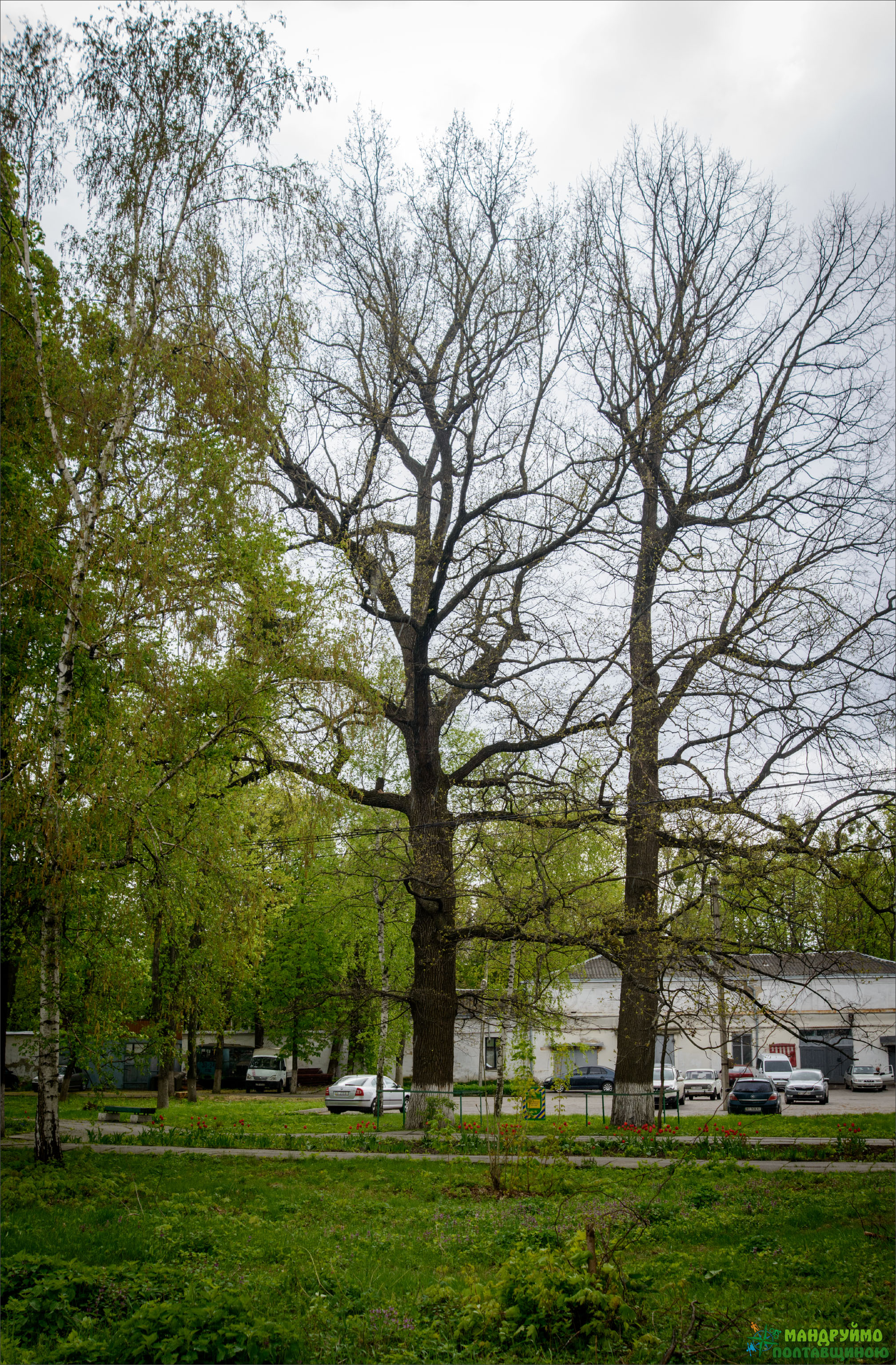
Дуби у квітні 2016
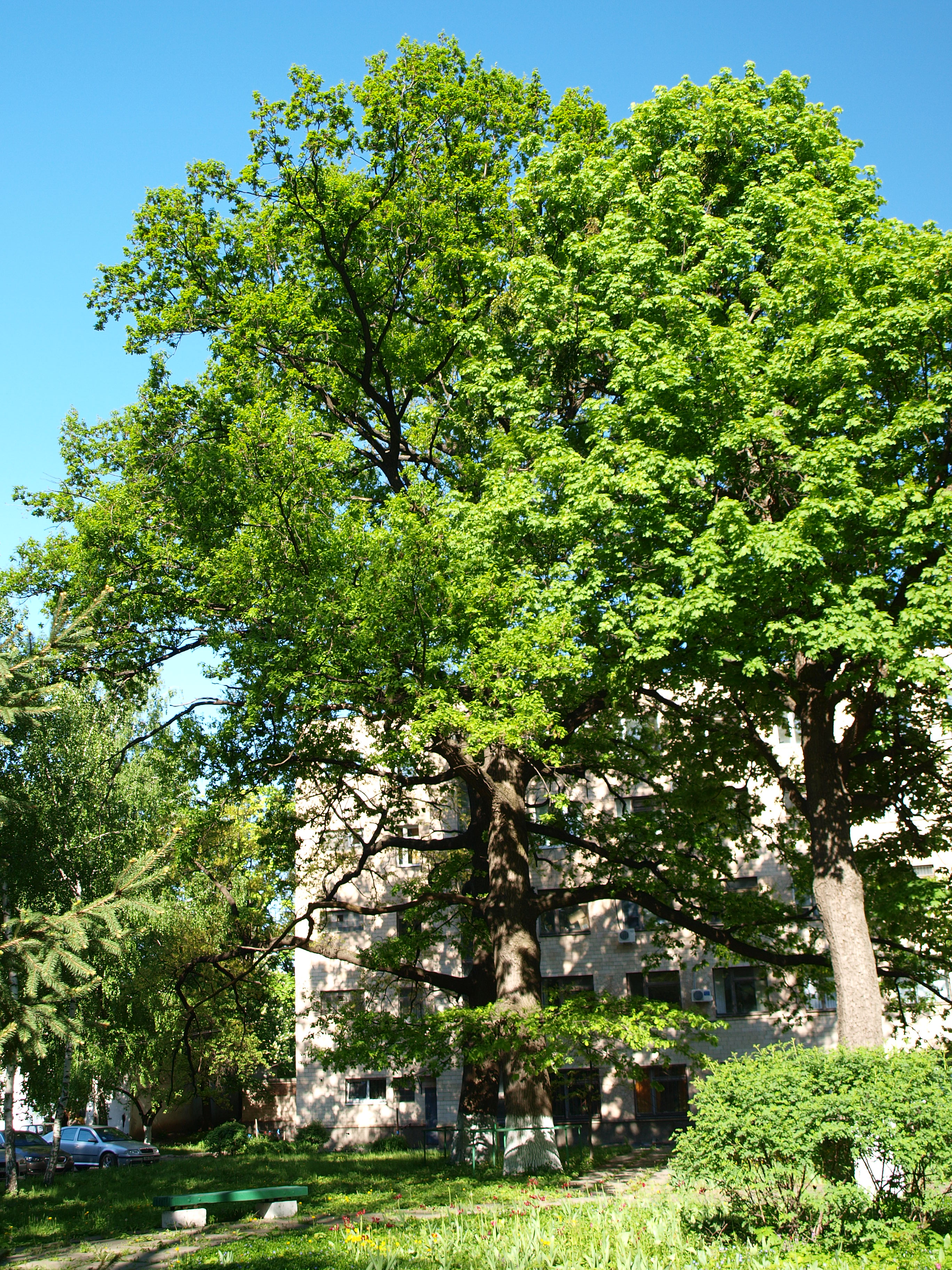
Дуби у травні 2013
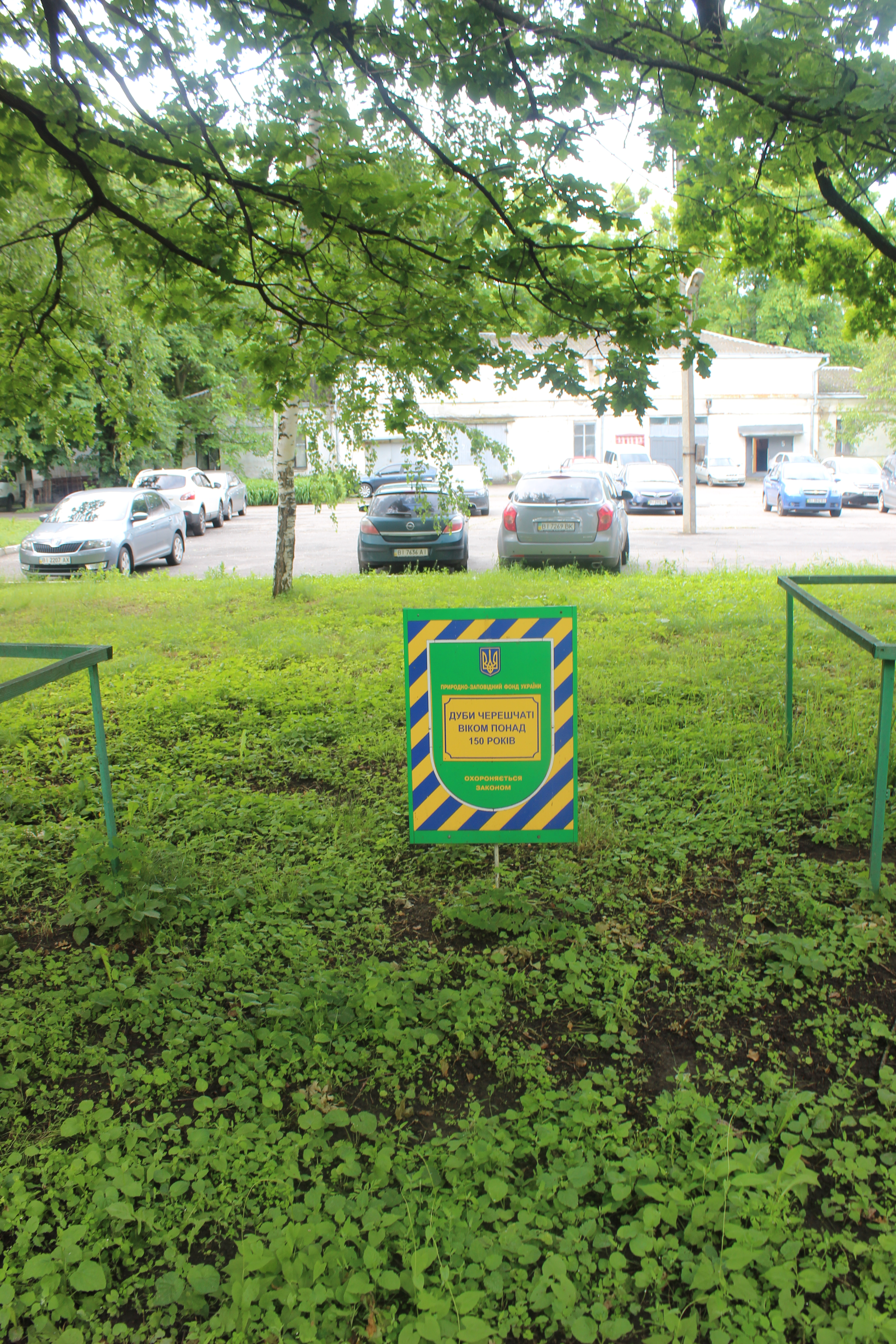
Охоронний знак пам'ятки